# Hjelmvulst
En hjelmvulst (eller kort vulst) er et stykke snoet klæde, som i heraldikken anbringes rundt om hjelm og hjelmfigur for at holde hjelmklædet på plads.
I Lighed med hjelmklædet er vulsten almindeligvis i våbenets to vigtigste tinkturer – som hovedregel det vigtigste metal og den vigtigste farve (også kendt som liberifarverne).